# Kouvola
Kouvola é um município da Finlândia, está localizado ao longo do rio Kymijoki na região de Kymenlaakso, a 62 quilômetros a leste de Lahti, 87 quilômetros a oeste de Lappeenranta e 134 quilômetros a nordeste da capital, Helsinque.

Kouvola é um dos principais centros urbanos e maior cidade da região de Kymenlaakso. Toda a área municipal tem uma população de 80.483 (2021), mas a região central da cidade  abriga 47.391 habitantes.